# Poecillastra saxicola
Poecillastra saxicola är en svampdjursart som först beskrevs av Topsent 1892.  Poecillastra saxicola ingår i släktet Poecillastra och familjen Pachastrellidae. Inga underarter finns listade i Catalogue of Life.